# Dějiny umění (Simpsonovi)
Dějiny umění (v anglickém originále Now Museum, Now You Don’t) jsou 3. díl 32. řady (celkem 687.) amerického animovaného seriálu Simpsonovi. Scénář napsal Dan Greaney a díl režíroval Timothy Bailey. V USA měl premiéru dne 11. října 2020 na stanici Fox Broadcasting Company a v Česku byl poprvé vysílán 8. února 2021 na stanici Prima Cool.
Jedná se o první díl, ve kterém dabuje v původním znění Čmeláčího muže dabér Eric Lopez, jenž převzal roli po Hanku Azariovi.
Díl vypráví o Líze, která fantazíruje o umění. Byl přijat pozitivně a ve Spojených státech jej v premiéře sledovalo 1,36 milionu diváků.

## Děj
Líza Simpsonová má horečku a zůstala doma. Čte knihu o evropském umění a fantazíruje o příbězích v knize.

### Lízanardo da Vinci
Děj začíná roku 1462 v obci Vinci v Itálii v roce 1462. Lízanardo da Vinci (Líza) nakreslí podobiznu podezřelého pro policistu (Wiggum). Policista si myslí, že Lízanardo Homerovi vydělá kupu peněz. Florencie v té době byla na prahu renesance a Lízanardo se brzy stane nejslavnějším umělcem ve Florencii, což způsobuje žárlivost jejich spolužáků.
Později se Lízanardo obává, že bude příliš talentovaná, a začne psát tajné deníky, které se podle ní podaří rozluštit nejdříve za 400 let.
Jeden z deníků ukradl Bart a předal ho panu Burnsovi. Pan Burns použije Lízanardiny nápady ke zničení města. Když se to Lízanardo dozví, uprchne do Francie do dvoru krále Františka I. (Nelson Muntz), kde vytvoří své mistrovské dílo, Da Vinciho kód.

### Paříž
Francouzský impresionista (Bart) se v roce 1863 setká s Toulousem-Lautrecou (Vočko), kterému se jeho malby zalíbí, a získává respekt ostatních žáků, ačkoliv jej kantor (Skinner) podceňuje a ponižuje. Vedení školy se obává, že se císaři (Homer) malby žáků nebudou líbit. Císař však s malbami nemá problém, neboť ho umění nezajímá. Nakonec mladému impresionistovi udělí královskou medaili.

### Cupid
Létající cupid (Maggie) chce na Homera vystřelit šíp lásky, jiný cupid (Gerald) však vymění šípy lásky za šípy smrti, a způsobí tím smrt Homera. Původně stoupá do nebe, ale kvůli jeho váze se pod ním schody propadnou a skončí v pekle.

### Diego RiveraaFrida Kahlo
Krátce po svatbě Diega (Homer) a Fridy (Marge) roku 1929 v Mexiku rozhodne Diego, že se přestěhují do New Yorku. John D. Rockefeller (pan Burns) nechal Diega namalovat nástěnnou malbu v Rockefellerově centru, Frida u něj však práci nedostala. Fridiny sestry (Patty a Selma) jí doporučí, aby opustila Diega, Frida však váhá. Rozhodne se, že začne malovat, a manžel Diego její malby chválí. Diegova nástěnná malba pro centrum se Rockefellovi nelíbí, a tak Diego musí malbu přemalovat, jinak přijde o honorář. Diegovi však záleží na Fridě, přemalování odmítne a odejdou. Frida se postupem času stane slavnější než sám Diego.

### Vincent van Vočko
Vočko na závěr dílu zpívá píseň na melodii „Vincenta“, v pozadí se nachází slavné obrazy a zároveň běží anglicky psané titulky, české mluvené titulky byly zkráceny a posunuty na samý závěr.

## Produkce

### Výroba
Showrunner Al Jean zveřejnil statický snímek z dílu 16. července 2020 na Twitteru s komentářem: „Simpsonovi pro leváky A praváky – Dějiny umění již tento podzim.“

### Původní znění
Je to první díl, kde Čmeláčího muže dabuje Eric Lopez namísto Hanka Azaria, který tuto postavu daboval již od čtvrté řady. Stalo se tak poté, co producenti seriálu oznámili: „Jdeme s dobou a v Simpsonových již nebudou bílí herci dabovat nebílé postavy,“ následuje tak Alexe Déserta, který v pilotním dílu Utajený šéf převzal roli Carla Carlsona od Azaria.

### České znění
Režisérem a úpravcem dialogů českého znění byl Zdeněk Štěpán, díl přeložil Vojtěch Kostiha. Hlavní role nadabovali Vlastimil Zavřel, Martin Dejdar, Jiří Lábus a Ivana Korolová. České znění vyrobila společnost FTV Prima v roce 2020 v holešovickém studiu Babidabi. Jedná se o první díl, ve kterém ředitele Seymoura Skinnera v českém znění daboval Petr Stach namísto Dalimila Klapky.

## Přijetí

### Sledovanost
Ve Spojených státech díl v premiéře sledovalo 1,36 milionu diváků.

### Kritika
Tony Sokol, kritik Den of Geek, napsal: „I když to nemusí být mistrovské dílo, ve většině galerií může viset 3. díl 32. řady Dějiny umění. Kromě humoru je vizuální stránka celkem impozantní a pestrá.“ Dále uvedl: „Dějiny umění fungují jako varieté, i přestože navazují na jeden koncept. Není to děsně legrační epizoda, ale jednotlivé části umožňují rozmanitost. Všechny tři segmenty byly dobře vytvořené, vtipné a měly dostatek historických drobností, které byly chytré,“ a ohodnotil ji 4 z 5 hvězdiček.